# Autostrada D61 (Słowacja)
Autostrada D61 (słow. diaľnica D61) – była autostrada na Słowacji oraz w Czechosłowacji. Miała połączyć Bratysławę (D2) z Trenczynem krzyżując się z ówcześnie planowaną w Czechosłowacji autostradą D1 od Pragi do Koszyc. Większość odcinka D61 została włączona w bieg dzisiejszej słowackiej D1, a sam numer został wykreślony z listy autostrad na Słowacji w 1999 roku.

Planowana sieć autostrad w Czechosłowacji (1963). Na części słowackiej orientacyjny przebieg D61

.

## Przebieg
- Granica slowacko-austriacka  (aktualnie część D4)
- Bratysława (D2)
- Trnawa (D65 (aktualnie R1))
- Pieszczany
- Trenczyn (D1 (do rozpadu Czechosłowacji))